# Reclus-Halbinsel
Die Reclus-Halbinsel ist eine rund 11 km lange Halbinsel an der Danco-Küste des Grahamlands auf der Antarktischen Halbinsel. Sie bildet die nordöstliche Begrenzung der Wilhelmina Bay und trennt diese ebenso wie die Bancroft Bay von der Charlotte Bay.
Entdeckt wurde sie bei der Belgica-Expedition (1897–1899) unter der Leitung des belgischen Polarforschers Adrien de Gerlache de Gomery, der das nördliche Ende als Cap Reclus nach dem französischen Geographen Élisée Reclus (1830–1905) benannte. Das UK Antarctic Place-Names Committee übertrug 1960 den Namen auf die gesamte Halbinsel.